# Hasso von Manteuffel
Hasso von Manteuffel, nemški general, * 14. januar 1897, † 24. september 1978.